# Silan
Silan eller monosilan är en kemisk förening med summaformeln SiH4. Ämnet är den enklaste silanen eller kiselvätet.
Silan oxiderar i luft och självantänder vid 21 °C. Instabiliteten och förmågan att reagera med luft är det som skiljer kiselväten från motsvarande kolväten. Silan sönderdelas vid 420 °C i kisel och väte och används därför i exempelvis halvledarindustrin för att applicera tunna skikt av kisel på ett substrat.